# Energie-, Bildungs- und Erlebniszentrum

Das Energie-, Bildungs- und Erlebniszentrum in Aurich

Das Energie-, Bildungs- und Erlebniszentrum (Abkürzung: EEZ) ist ein von der Stadt Aurich im Stadtteil Sandhorst erstelltes und nach 28 Monaten Bauzeit am 1. Juli 2015 eröffnetes Bauwerk vorwiegend touristischer Natur. Nach eigener Aussage will sich Aurich damit als „Stadt der regenerativen Energien“ präsentieren und spielt dabei auf den in Aurich ansässigen und dem Zentrum benachbarten Windkraftanlagenhersteller Enercon an. Dies soll durch die futuristische Architektur der vier sichelförmigen Gebäude mit silbrigen Fassadenelementen aus rostfreiem Stahl unterstrichen werden. Das 6800 Quadratmeter große Objekt liegt auf der Insel eines künstlich angelegten aus der Tannenhausener Ehe gespeisten Sees und kostete 27 Millionen Euro.
Das Zentrum beheimatet die Lehrwerkstätten Mechanik und Elektronik sowie das Besucherzentrum von Enercon, das Studienseminar Aurich mit dem Zentrum für nachhaltige Ernährung der Rut- und Klaus-Bahlsen-Stiftung, Büros des Regionalen Pädagogischen Zentrums der Ostfriesischen Landschaft sowie des Kompetenzzentrums „Energie“ der Wachstumsregion Ems-Achse und des Verkehrsvereins Aurich. Das Zentrum für Naturwissenschaft und Technik bietet Laborräume für die Schulen der Stadt. Das Publikum verkehrt kostenfrei in den erschließenden Gängen, deren gläserne Türen einen Einblick aber keinen Zugang zu diesen Räumlichkeiten erlauben. Die Stadt Aurich nutzt bzw. vermietet die Eingangshalle des EEZ für Veranstaltungen mit größerem Publikum, zum Beispiel zur Bürgerbeteiligung an Planungen.
Hingegen ist eine abgeschlossene 1800 Quadratmeter umfassende Ausstellung kostenpflichtig und soll nach Auffassung der Stadt die zur Finanzierung notwendigen jährlichen 110.000 Besucher anziehen – eine Zahl, die im Vorfeld vielfach als illusorisch kritisiert wurde. Die  über fünfzig Exponate sind eigens hierfür hergestellt und somit ohne musealen Charakter. Sie sollen „Energie erlebbar“ machen, werden als Unikate deklariert und bestehen in der großen Mehrzahl aus Touchscreens, die ihre Infos durch Anstöpseln eines elektronischen Besucherausweises in Form eines Netzsteckers preisgeben. Im kuppelförmigen Innenraum des dreistöckigen „Energieturms“ (im Bild vorn) läuft zur vollen Stunde eine zehnminütige Multimediashow. Darum wendeln sich Treppen, die oben auf einer umläufigen Freiluft-Aussichtsplattform enden, deren Besuch kostenfrei ist.
Der Wunsch nach einer entsprechenden Ausstellung beschäftigt Rat und Verwaltung seit etwa 2005 und wurde von der örtlichen Presse begleitet. Zunächst sollte sie unter dem Titel „Die Sonne von Aurich“ im Hafen der Stadt realisiert werden. Der immer größer werdende Umfang des Konzeptes erzwang schließlich den neuen Standort.
Ein Anfang 2016 veröffentlichter Artikel der örtlichen Presse stellt fest, dass es die Stadt Aurich zu dieser Zeit ungefähr 500.000 € jährlich kostete, das EEZ zu unterhalten. Vorher waren Zweifel an den veröffentlichten Besucherzahlen aufgekommen, die nach Ansicht eines Kommunalpolitikers die laufenden Kosten nicht decken könnten.